# Ildeprando di Spoleto
Ildeprando o Alibrando/Alibrande (... – 789 circa) è stato un duca longobardo, duca di Spoleto dal 774 al 789.

## Biografia
Quando il duca Teodicio di Spoleto mori durante l'assedio di Pavia del 774, i Longobardi del suo ducato elessero Ildeprando come successore e lui velocemente si sottomise ai Franchi. Quindi si precipitò a Roma per rendere omaggio a papa Adriano I. Ad ogni modo la disputa tra Carlo Magno e il papato su chi avesse la sovranità su Spoleto venne risolta a favore dei Franchi nel giro di alcuni anni.
Nel gennaio del 776 Hildeprandus gloriosus et summus dux ducatus Spoletani fece una donazione all'abbazia di Farfa, datandola con gli anni di regno di Carlo. Questa forma fu continuata fino al 777 con un linguaggio che implicitamente escludeva la sovranità.
Nel 775 papa Adriano accusò Ildeprando di complicità nella cospirazione di Rotgaudo del Friuli e di Arechi II di Benevento, ma non furono trovate prove del suo reale coinvolgimento. Dopo di allora il duca rimase un fiero oppositore del papato.
Nel 779 il duca fece un viaggio nel regno dei Franchi, a Virciniacum, vicino a Compiègne, per professare la propria fedeltà a Carlo Magno. In quell'occasione portò doni e ricevette in cambio la protezione imperiale.
Nel 788 Ildeprando affiancò le truppe franche che si opposero ad un'invasione bizantina per rimettere sul trono Adelchi, rimanendo ucciso negli scontri. Nel ducato gli successe Guinigisio I, di nomina imperiale.

## Famiglia e figli
Hilprando di Spoleto, sposò Segarde (Regarde) di Spoleto, ed ebbero una figlia:
- Adelinde, che sposò Guerino di Turgovia[9][10].